# Cyclogramma costularisora
Cyclogramma costularisora är en kärrbräkenväxtart som beskrevs av Ren-Chang Ching och Shing. Cyclogramma costularisora ingår i släktet Cyclogramma och familjen Thelypteridaceae. Inga underarter finns listade.